# Kinetoskias arabianensis
Kinetoskias arabianensis är en mossdjursart som beskrevs av Robertson 1921. Kinetoskias arabianensis ingår i släktet Kinetoskias och familjen Bugulidae. Inga underarter finns listade i Catalogue of Life.